# سهل (شاهرود)
سهل یک منطقهٔ مسکونی در ایران است که در دهستان طرود واقع شده‌است. براساس سرشماری مرکز آمار ایران در سال ۱۳۹۵، این روستا کمتر از سه خانوار جمعیت داشته‌است.